# Контрольна свердловина
Свердловина контрольна (рос. контрольная скважина; англ. observation well, нім. Kontrollsonde f) — свердловина, призначена для спостереження за положенням рівня пластових вод, а також за зміною пластового тиску, температури, нафтогазоводонасиченості пласта, переміщенням водо- і газонафтового контактів та ін.
Дані С.к. використовують для контролю і регулювання процесу розробки нафтового покладу.
С.к. оснащуються контрольно-вимірювальними приладами або обслуговуються пересувними вимірювальними установками.
Залежно від мети контролю роль С.к. можуть виконувати п'єзометричні, спостережні, видобувні, нагнітальні та інші свердловини.
– п’єзометричні свердловини бурять на контурі родовища для контролю за рухом контуру нафтогазоносності та пластового тиску; п’єзометричні свердловини рекомендується підбирати з числа видобувних і нагнітальних свердловин, які неможливо використати для видобування;
– спостережні свердловини споруджують для контролю за ре-жимом розробки родовища.
Синонім — Свердловина контрольно-спостережна.